# Tuckea
Tuckea war ein arabisches Gewichtsmaß. Die jemenitische Stadt al Mukha, auch bekannt als Kaffeeumschlagplatz Mokka, war Zentrum für die Maßanwendung. 
- 1 Tuckea = 32,732 Gramm
- 10 Tuckea = 1 Coffila ‖*
- 40 Tuckea = 1 Man
- 10 Man = 1 Trassel
- 15 Trassel = 1 Bahar
- 1 Trassel = 23 19/50 Pfund (Wiener= 560 Gramm) = 13.092,8 Gramm = 13,0928 Kilogramm

‖* Nicht mit Zahlen logisch belegbar